# Alain Desrosières
Alain Desrosières (Lyon, Francia, 18 de abril de 1940 - Francia, 15 de febrero de 2013) fue un sociólogo, estadístico e historiador de la estadística francés. Se diplomó por la Escuela Politécnica en 1960 y el ENSAE en 1965.
Trabajó en el INSEE, donde fue redactor en jefe de la revista Économie et Statistique de 1973 a 1974 y jefe de la división de estudios sociales de 1983 a 1987. También colaboró en la EHESS y el Centro Alexandre Koyré.
Fue el autor de numerosas publicaciones, entre las que destaca su libro La política de los grandes números, traducido al español así como al inglés y al alemán.
Falleció el 15 de febrero de 2013.